# Chiqui Carabante
José María Manzano Carabante, conocido como Chiqui Carabante (Málaga), es un director y guionista español que compagina su carrera cinematográfica con la dirección teatral. Con sus dos primeros cortometrajes -“Los Díaz felices” y “Bailongas”- obtuvo más de cuarenta premios en festivales nacionales e internacionales. Entre ellos el premio Fotogramas o el del Festival de Gijón.  
Chiqui Carabante estudió interpretación y dirección en el Instituto de Teatro de Sevilla, la Ecole Philippe Gaulier de Londres, el Royal Court Theater y la New York Film Academy.
Es director y guionista; compagina su carrera cinematográﬁca con la dirección televisiva y teatral. Con sus dos primeros cortometrajes –Los Díaz felices y Bailongas– obtuvo más de cuarenta premios en festivales nacionales e internacionales. Entre ellos el premio Fotogramas o el del Festival de Gijón. Su primer largometraje Carlos contra el mundo fue estrenado en el Festival Internacional de Cine de San Sebastián. Esta película recibió más de una docena de premios. Entre ellos, Mejor Película y Mejor Guion en el Festival de Operas Primas de Lorca. En 2009 creó su propia productora, Divina Mecánica, con la que realiza 12+1, una comedia metafísica, su segundo largometraje, galardonada con los premios a Mejor Película y Mejor Director en el Festival de Cine Español de Málaga en la sección ZonaZine.
En 2016 estrena el cortometraje, Normal, que recibió la Ayuda a Producción a Cortometrajes del ICAA así como otra historia corta llamada, Una casa en el campo. Combina la ﬁcción cinematográﬁca con otras disciplinas audiovisuales. Ha realizado videoclips para Warner Chappel Music o Javier Corcobado.
Ha dirigido para TVE tres capítulos de la serie Malaka y el primer y sexto capítulo de la cuarta temporada de la serie El Ministerio del tiempo.
Continúa desarrollando su labor como dramaturgo con su propia compañía, Club Caníbal.  Su primer espectáculo, Desde aquí veo sucia la plaza, fue estrenado en Matadero Madrid dentro del Festival Frinje 2015 producido por el Teatro Español. El segundo espectáculo de Club Caníbal, Herederos del Ocaso, se estrenó en la sala Max Aub de las Naves del Español en julio de 2016. En 2018 abrió la temporada del Teatro de la Abadía con Algún día todo esto será tuyo. Recientemente la Sala Max Aub de Naves del Español en Matadero ha acogida sobre el escenario su trilogía Crónicas ibéricas, tríptico que disecciona en clave de humor negro la idiosincrasia española con las obras Desde aquí veo sucia la plaza, Herederos del ocaso y Algún día todo esto será tuyo. Además, tuvo en cartel la sátira Alfonso el Africano, como nueva producción del Centro Dramático Nacional en el Teatro María Guerrero a final de 2021.

## Filmografía
- La fortaleza (2023)
- Una casa en el campo (Cortometraje) (2017)
- Normal (Cortometraje) (2016)
- 12+1, una comedia metafísica (2012)
- Carlos contra el mundo (2003)
- Bailongas (Cortometraje) (2001)
- Los Díaz felices (Cortometraje) (1998)